# Periquito-de-encontro-amarelo
O periquito-de-encontro-amarelo periquito-estrela ou simplesmente maritaca (nome científico: Brotogeris chiriri) é uma espécie de ave da família dos psitacídeos.
Pode ser encontrada na Bolívia, Paraguai, Brasil e norte da Argentina.

## Nomes populares
O nome "periquito-de-encontro-amarelo" foi selecionado como nome vernáculo técnico para a espécie pelo Comitê Brasileiro de Registros Ornitológicos.

## Subespécies
São reconhecidas duas subespécies:
- Brotogeris chiriri chiriri (Vieillot, 1818) - ocorre do norte e leste da Bolívia até o Paraguai, no sul e sudeste do Brasil e norte da Argentina.
- Brotogeris chiriri behni (Neumann, 1931) - ocorre no centro-sul da Bolívia de Cochabamba até o noroeste da Argentina, na província de Salta. Existem populações ferais documentadas desta subespécie no estado do Rio Grande do Sul e também no sul dos Estados Unidos da América.